# Unidá

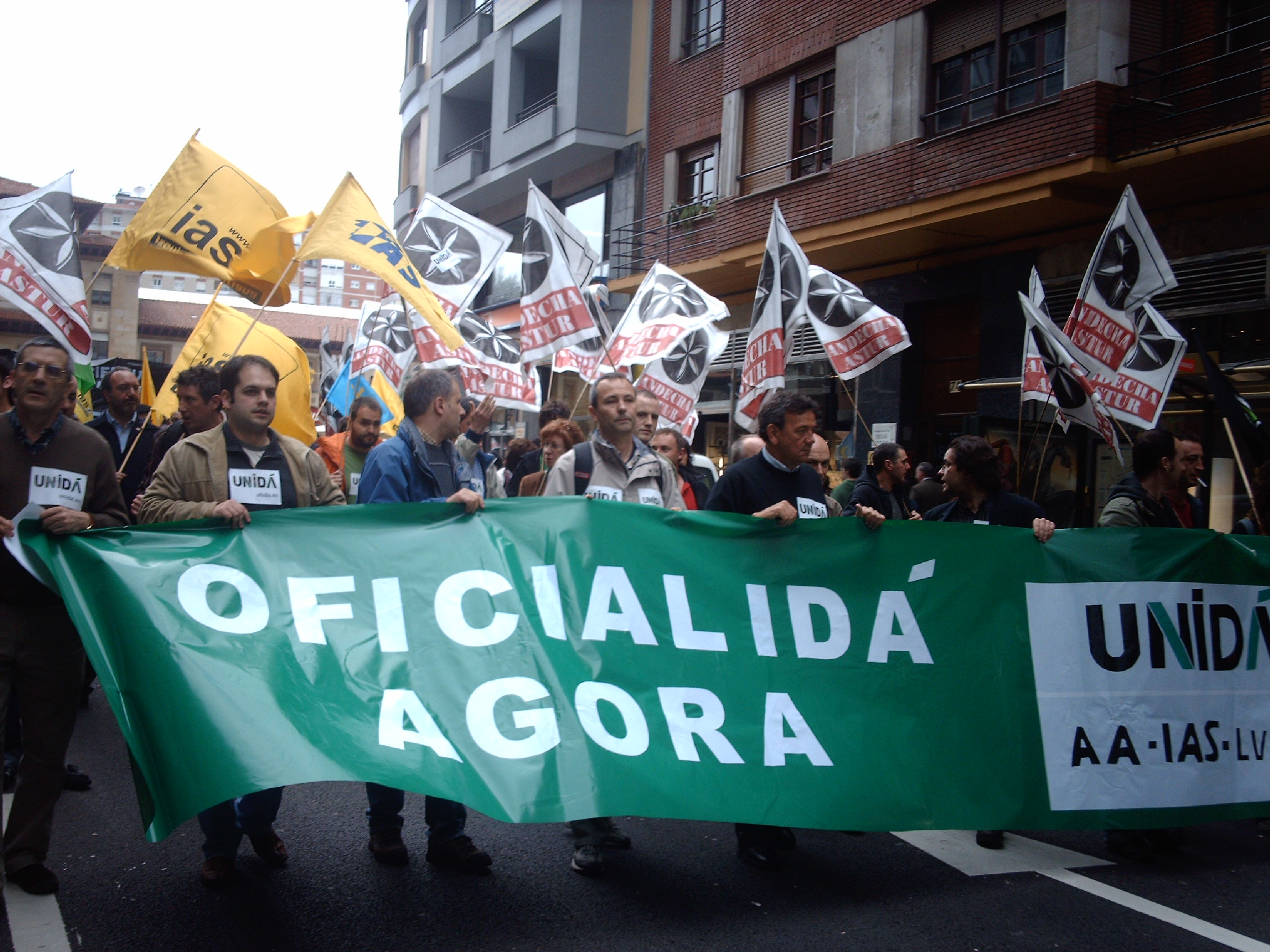
Unidá na manifestação do "día de les lletres asturianes" de 2007

Unidá é uma federação de partidos formada por Izquierda Asturiana, militantes provenientes de Andecha Astur (depois de uma divisão do partido que ainda hoje está sendo julgada nos tribunais), e pelos partidos locais Andecha por Carreño, Asturianistes por Nava e Asturianistes por Piloña, tendo também formado uma série de organizações locais já com o nome de Unidá como Unidá-Avilés o Unidá-Uviéu.
Esta organização é de caráter nacionalista asturiano de esquerda e ecologista; nas eleições autonómicas e municipais de maio de 2007 apresentou-se em coligação com outro partido , Los Verdes-Grupu Verde, que depois deixou a aliança.
A coligação constituiu-se em abril de 2007. No mesmo mês apresentou a o seu candidato à  Junta Geral, o escritor e médico psiquiatra Ignaciu Llope. As linhas gerais do seu acordo programático incluíam a defesa da língua das Astúrias, a cultura e a identidade asturianas; a luta contra a crise económica e laboral que sofrem as Astúrias e a corrupção a certos níveis e os atentados ecológicos provocados pelo governo da altura; e, em geral, a implantação dum novo modelo de desenvolvimento territorial com um novo Estatuto de Autonomia que amplie os poderes da autonomia, além duma aposta por uma opção de unidade que acreditavam que o nacionalismo asturiano de esquerda precisava há muitos anos.
Os seus resultados nas eleições autonómicas de 2007 foram modestos, embora tenham sido os mais altos da historia do nacionalismo asturiano de esquerda, com  4.119 votos (0,7%).
Entretanto, nas eleições municipais, a coligação, graças aos seus agrupamentos locais, elegeu quatro conselheiros: dois em Nava (Asturianistes por Nava), um em Carreño (Andecha por Carreño) e outro em Piloña (IAS-Asturianistes). Estes também som os melhores resultados obtidos por uma opção política de este tipo.